# Sci alpino ai XIX Giochi olimpici invernali - Discesa libera femminile
Tra le competizioni dello sci alpino ai XIX Giochi olimpici invernali di Salt Lake City 2002 la discesa libera femminile si disputò martedì 12 febbraio sulla pista Wildflower di Snowbasin; la francese Carole Montillet vinse la medaglia d'oro, l'italiana Isolde Kostner quella d'argento e l'austriaca Renate Götschl quella di bronzo.
Detentrice uscente del titolo era la tedesca Katja Seizinger, che aveva vinto la gara dei XVIII Giochi olimpici invernali di Nagano 1998 disputata sul tracciato di Happo One precedendo la svedese Pernilla Wiberg (medaglia d'argento) e la francese Florence Masnada (medaglia di bronzo); la campionessa mondiale in carica era l'austriaca Michaela Dorfmeister, vincitrice a Sankt Anton am Arlberg 2001 davanti alle connazionali Götschl e Selina Heregger.

## Risultati
| Pos. | Pett. | Atleta                     | Nazione     | Tempo   | Distacco |
| ---- | ----- | -------------------------- | ----------- | ------- | -------- |
| 1    | 11    | Carole Montillet           | Francia     | 1:39,56 |          |
| 2    | 14    | Isolde Kostner             | Italia      | 1:40,01 | +0,45    |
| 3    | 15    | Renate Götschl             | Austria     | 1:40,39 | +0,83    |
| 4    | 13    | Hilde Gerg                 | Germania    | 1:40,49 | +0,93    |
| 5    | 21    | Corinne Rey-Bellet         | Svizzera    | 1:40,54 | +0,98    |
| 6    | 12    | Selina Heregger            | Austria     | 1:40,56 | +1,00    |
| 7    | 18    | Sylviane Berthod           | Svizzera    | 1:40,67 | +1,11    |
| 8    | 24    | Mélanie Turgeon            | Canada      | 1:40,71 | +1,15    |
| 9    | 25    | Michaela Dorfmeister       | Austria     | 1:40,83 | +1,27    |
| 10   | 16    | Regina Häusl               | Germania    | 1:40,84 | +1,28    |
| 11   | 28    | Jonna Mendes               | Stati Uniti | 1:40,97 | +1,41    |
| 12   | 17    | Kirsten Clark              | Stati Uniti | 1:41,03 | +1,47    |
| 13   | 10    | Ingeborg Helen Marken      | Norvegia    | 1:41,08 | +1,52    |
| 14   | 20    | Pernilla Wiberg            | Svezia      | 1:41,09 | +1,53    |
| 15   | 8     | Mélanie Suchet             | Francia     | 1:41,15 | +1,59    |
| 16   | 26    | Picabo Street              | Stati Uniti | 1:41,17 | +1,61    |
| 17   | 3     | Patrizia Bassis            | Italia      | 1:41,56 | +2,00    |
| 18   | 19    | Brigitte Obermoser         | Austria     | 1:41,64 | +2,08    |
| 19   | 9     | Catherine Borghi           | Svizzera    | 1:41,88 | +2,32    |
| 20   | 22    | Daniela Ceccarelli         | Italia      | 1:42,03 | +2,47    |
| 21   | 30    | Varvara Zelenskaja         | Russia      | 1:42,43 | +2,87    |
| 22   | 1     | Špela Bračun               | Slovenia    | 1:42,48 | +2,92    |
| 23   | 23    | Ingrid Jacquemod           | Francia     | 1:42,70 | +3,14    |
| 24   | 5     | Lucia Recchia              | Italia      | 1:42,80 | +3,24    |
| 25   | 4     | Janette Hargin             | Svezia      | 1:42,83 | +3,27    |
| 26   | 29    | Sibylle Brauner            | Germania    | 1:42,97 | +3,41    |
| 27   | 33    | Alice Jones                | Australia   | 1:43,07 | +3,51    |
| 28   | 6     | Mojca Suhadolc             | Slovenia    | 1:43,10 | +3,54    |
| 29   | 31    | Jenny Owens                | Australia   | 1:44,15 | +4,59    |
| 30   | 35    | Gabriela Martinovová       | Rep. Ceca   | 1:44,25 | +4,69    |
| 31   | 37    | Dagný Kristjánsdóttir      | Islanda     | 1:44,72 | +5,16    |
| 32   | 34    | Chemmy Alcott              | Regno Unito | 1:45,98 | +6,42    |
| 33   | 36    | Alexandra Munteanu         | Romania     | 1:46,29 | +6,73    |
| 34   | 38    | Macarena Simari Birkner    | Argentina   | 1:46,77 | +7,21    |
| 35   | 39    | María Belén Simari Birkner | Argentina   | 1:46,97 | +7,41    |
|      | 2     | Caroline Lalive            | Stati Uniti | DNF     | DNF      |
|      | 7     | Petra Haltmayr             | Germania    | DNF     | DNF      |
|      | 27    | Anne-Marie LeFrançois      | Canada      | DNF     | DNF      |
|      | 32    | Sara-Maude Boucher         | Canada      | DNS     | DNS      |

Legenda:

DNF = prova non completata

DNS = non partita

Pos. = posizione

Pett. = pettorale
Ore: 10.00 (UTC-7)

Pista: Wildflower

Partenza: 2 748 m s.l.m.

Arrivo: 1 948 m s.l.m.

Lunghezza: 2 694 m

Dislivello: 800 m

Porte: 37

Tracciatore: Jan Tischhauser (FIS)